# 永井哲男
永井 哲男（ながい てつお 1950年4月8日 - ）は、日本の政治家、弁護士。永井法律事務所所長。釧路弁護士会元会長。衆議院議員（1期）を務めた。父は日本社会党副委員長を務めた永井勝次郎。

## 来歴
北海道北見市生まれ。東京都立日比谷高等学校を経て、1977年、東北大学法学部卒業。司法修習32期を経て、1980年から弁護士開業。北海学園北見短期大学経営学科非常勤講師（1984-1986）を務めた。
1990年の第39回衆議院議員総選挙の北海道第5区にて日本社会党から立候補するも次点で落選。1993年の第40回衆議院議員総選挙にて革新系無所属として初当選した。1996年に民主党に移ったが、この年の総選挙では北海道第12区にて落選。2000年の総選挙でも落選し引退。その後は北見市に法律事務所を置き、弁護士として活動。日本弁護士連合会理事、小規模弁護士会協議会の議長、釧路弁護士会会長、北海学園北見短期大学経営学科非常勤講師（2001-2003）などを務めた。